# 東京ディズニーリゾートのテレビ番組の一覧
東京ディズニーリゾートのテレビ番組（とうきょうディズニーリゾートのテレビばんぐみ）
この記事は東京ディズニーリゾートの情報などを放送している番組の一覧である。東京ディズニーリゾートの単独番組のほか、東京ディズニーリゾートのコーナーがある番組についても取り上げる。なお、下記の番組以外でも、スペシャルイベントが開催される際や新アトラクションがオープンする際などは、通常の報道番組や情報番組などでも特集が組まれることがある。

## 放送終了
| 番組名                                                   | 放送局                         | 放送日                                  | 放送時間                                                                                |
| -------------------------------------------------------- | ------------------------------ | --------------------------------------- | --------------------------------------------------------------------------------------- |
| 夢の通り道                                               | 日本テレビ                     | 毎週日曜日                              | 21:54 - 22：00                                                                          |
| 東京ディズニーリゾート My マップ!                        | ディズニー・チャンネル         | 毎週土曜日                              | 18:00 - 18:30                                                                           |
| 東京ディズニーリゾート My マップ!                        | ディズニー・チャンネル         | 毎週日曜日                              | 12:30 - 13:00 21:00 - 21:30                                                             |
| 東京ディズニーリゾート トレジャーハント                  | ディズニー・チャンネル         | 毎週土曜日                              | 17:30 - 18:00                                                                           |
| 東京ディズニーリゾート トレジャーハント                  | ディズニー・チャンネル         | 毎週日曜日                              | 10:30 - 11:00                                                                           |
| 東京ディズニーリゾート トレジャーハント                  | ディズニー・チャンネル         | 毎週月曜日                              | 19:30 - 20:00 22:30 - 23:00                                                             |
| Disney Time                                              | テレビ北海道                   | 毎週金曜日                              | 7:30 - 8:00 （コーナーは7:43頃 -）                                                      |
| Disney Time                                              | テレビ東京                     | 毎週金曜日                              | 7:30 - 8:00 （コーナーは7:43頃 -）                                                      |
| Disney Time                                              | テレビ愛知                     | 毎週金曜日                              | 7:30 - 8:00 （コーナーは7:43頃 -）                                                      |
| Disney Time                                              | テレビ大阪                     | 毎週金曜日                              | 7:30 - 8:00 （コーナーは7:43頃 -）                                                      |
| Disney Time                                              | テレビせとうち                 | 毎週金曜日                              | 7:30 - 8:00 （コーナーは7:43頃 -）                                                      |
| Disney Time                                              | TVQ九州放送                    | 毎週金曜日                              | 7:30 - 8:00 （コーナーは7:43頃 -）                                                      |
| なるほどプレゼンター!花咲かタイムズ 「花咲かディズニー」 | CBCテレビ                      | 毎週土曜日                              | 9:25 - 11:45 （コーナーは11:10頃 - ）                                                   |
| 王様のブランチ 「ブランチおすすめディズニー・ナビ」      | BS-TBS                         | 毎週土曜日                              | 9:30 - 14:00 （コーナーは13:40頃 - ）                                                   |
| 王様のブランチ 「ブランチおすすめディズニー・ナビ」      | 東北放送                       | 毎週土曜日                              | 11:59 - 14:00 （コーナーは13:00頃 - ）                                                  |
| 王様のブランチ 「ブランチおすすめディズニー・ナビ」      | TBSテレビ                      | 毎週土曜日                              | 9:30 - 14:00 （コーナーは13:40頃 - ）                                                   |
| 王様のブランチ 「ブランチおすすめディズニー・ナビ」      | 新潟放送                       | 毎週土曜日                              | 11:59 - 14:00 （コーナーは13:00頃 - ）                                                  |
| 王様のブランチ 「ブランチおすすめディズニー・ナビ」      | 山陽放送                       | 毎週土曜日                              | 9:30 - 14:00 （コーナーは13:00頃 - ）                                                   |
| 王様のブランチ 「ブランチおすすめディズニー・ナビ」      | RKB毎日放送                    | 毎週土曜日                              | 11:59 - 14:00 （コーナーは13:00頃 - ）                                                  |
| 夢いっぱい!東京ディズニーリゾート                        | 旅チャンネル                   | 第2土曜日/第4日曜日 第4土曜日/第4日曜日 | 19:57 - 20:00                                                                           |
| 夢いっぱい!東京ディズニーリゾート                        | 北海道テレビ放送               | 第3火曜日                               | 11:20 - 11:25 「ヒットコム」内コーナー                                                  |
| 夢いっぱい!東京ディズニーリゾート                        | 東北放送                       | 第2月曜日                               | 9:55 - 10:25 「得盛!満腹テレビ」内コーナー                                              |
| 夢いっぱい!東京ディズニーリゾート                        | 青森朝日放送                   | 第2水曜日/第4水曜日                     | 15:55 - 16:00                                                                           |
| 夢いっぱい!東京ディズニーリゾート                        | 秋田朝日放送                   | 第2水曜日/第4水曜日                     | 20:54 - 21:00                                                                           |
| 夢いっぱい!東京ディズニーリゾート                        | 岩手朝日テレビ                 | 第2水曜日/第4水曜日                     | 11:25 - 11:30                                                                           |
| 夢いっぱい!東京ディズニーリゾート                        | テレビユー山形                 | 第2火曜日                               | 9:55 - 10:00                                                                            |
| 夢いっぱい!東京ディズニーリゾート                        | テレビユー福島                 | 第2金曜日                               | 9:55 - 10:50 「グーテン内」コーナー                                                     |
| 夢いっぱい!東京ディズニーリゾート                        | 千葉テレビ放送                 | 第2月曜日/第4月曜日                     | 18:55 - 19:00                                                                           |
| 夢いっぱい!東京ディズニーリゾート                        | テレビ神奈川                   | 第2火曜日/第4火曜日                     | 13:00 - 14:00 「1230アッと!!ハマランチョ内」コーナー                                    |
| 夢いっぱい!東京ディズニーリゾート                        | テレビ埼玉                     | 第2火曜日/第4火曜日                     | 11:30 - 12:30 「ひるたま内」コーナー                                                    |
| 夢いっぱい!東京ディズニーリゾート                        | 群馬テレビ                     | 第2金曜日/第4金曜日                     | 6:55 - 8:30 「あさいち・朝生・情報通」内コーナー                                        |
| 夢いっぱい!東京ディズニーリゾート                        | 東京メトロポリタンテレビジョン | 第2金曜日/第4金曜日                     | 18:25 - 18:30                                                                           |
| 夢いっぱい!東京ディズニーリゾート                        | とちぎテレビ                   | 第2水曜日/第4水曜日                     | 6:45 - 7:55 朝生とちぎ内コーナー                                                        |
| 夢いっぱい!東京ディズニーリゾート                        | テレビ山梨                     | 第2金曜日                               | 10:50 - 11:30 「UTYはなきんマーケット」内コーナー                                       |
| 夢いっぱい!東京ディズニーリゾート                        | 新潟テレビ21                   | 第2火曜日/第4火曜日                     | 18:53 - 18:59 「スーパーJチャンネルにいがた」内コーナー                                 |
| 夢いっぱい!東京ディズニーリゾート                        | 長野朝日放送                   | 第2土曜日/第4土曜日                     | 17:25 - 17:30                                                                           |
| 夢いっぱい!東京ディズニーリゾート                        | 北陸朝日放送                   | 第2日曜日                               | 11:45 - 11:50                                                                           |
| 夢いっぱい!東京ディズニーリゾート                        | チューリップテレビ             | 第2金曜日/第4月曜日                     | 9:55 - 10:30（第2金曜日） 11:25 - 11:30（第4月曜日） 「プレなび!」内コーナー            |
| 夢いっぱい!東京ディズニーリゾート                        | テレビ愛知                     | 第2金曜日/第4金曜日                     | 10:25 - 10:30                                                                           |
| 夢いっぱい!東京ディズニーリゾート                        | 静岡朝日テレビ                 | 第2金曜日/第4金曜日                     | 16:50 - 18:55 「とびっきり!しずおか」内コーナー                                         |
| 夢いっぱい!東京ディズニーリゾート                        | テレビ大阪                     | 第2金曜日                               | 9:55 - 10:00                                                                            |
| 夢いっぱい!東京ディズニーリゾート                        | 山陰放送                       | 第2月曜日/第4月曜日                     | 9:55 - 10:00                                                                            |
| 夢いっぱい!東京ディズニーリゾート                        | 山口朝日放送                   | 第2金曜日                               | 13:55 - 14:00                                                                           |
| 夢いっぱい!東京ディズニーリゾート                        | 西日本放送                     | 第2土曜日/第4土曜日                     | 14:55 - 15:55 「とことん!土曜〜び!!」内コーナー                                         |
| 夢いっぱい!東京ディズニーリゾート                        | 四国放送                       | 第2土曜日/第4土曜日                     | 9:50 - 9:55                                                                             |
| 夢いっぱい!東京ディズニーリゾート                        | あいテレビ                     | 第2土曜日                               | 9:25 - 9:30                                                                             |
| 夢いっぱい!東京ディズニーリゾート                        | テレビ高知                     | 第2土曜日/第4日曜日                     | 9:25 - 10:20（第2土曜日） 17:55 - 18:00（第4日曜日） 「じゃらん!2モーニング」内コーナー |
| 夢いっぱい!東京ディズニーリゾート                        | RKB毎日放送                    | 第2日曜日                               | 12:54 - 13:54 「今日感テレビ日曜版」内コーナー                                          |
| 夢いっぱい!東京ディズニーリゾート                        | 長崎文化放送                   | 第2土曜日/第4土曜日                     | 14:55 - 15:00                                                                           |
| 夢いっぱい!東京ディズニーリゾート                        | 熊本朝日放送                   | 第2金曜日/第4金曜日                     | 13:57 - 14:00                                                                           |
| 夢いっぱい!東京ディズニーリゾート                        | 琉球朝日放送                   | 第2日曜日/第4日曜日                     | 15:25 - 15:30                                                                           |
| 夢いっぱい!東京ディズニーリゾート                        | 大分放送                       | 第2火曜日                               | 9:55 - 10:20 「おはようナイスキャッチ」内コーナー                                       |
| 夢いっぱい!東京ディズニーリゾート                        | 南日本放送                     | 第2水曜日/第4水曜日                     | 15:00 - 15:30 「ときめきワイド」内コーナー                                              |